# Priol
Priol je priimek več znanih Slovencev:
- Cvetana Priol (1922—1973), glasbena pedagoginja in svetniška kandidatka
- Josip Priol (1889—1969), sadjar